# Odrešitev za začetnike
Odrešitev za začetnike é um filme de tragicomédia de Sonja Prosenc. A estreia mundial do filme, estrelado por Mila Bezjak, Aliocha Schneider, Marko Mandić e Katarina Stegnar, sobre uma família nouveau riche cuja vida está virada de cabeça para baixo, aconteceu em junho de 2024 no Tribeca Film Festival. Odrešitev za začetnike foi apresentado pela Eslovênia como uma inscrição para o Oscar de Melhor Filme Internacional de 2025.

## Enredo
A vida de uma família nova-rica vira de cabeça para baixo quando o filho do patriarca, de outro relacionamento, entra na casa da família, revelando rachaduras em sua fachada sóbria.

## Elenco
- Mila Bezjak como Agata
- Aliocha Schneider como Julien
- Marko Mandić como Alexander
- Katarina Stegnar como Olivia
- Judita Frankovic como Mila
- Jure Henigman como Tomaz
- Kristoffer Joner como Hunter

## Produção
O filme foi dirigido por Sonja Prosenc, que também escreveu o roteiro. A eslovena completou os seus estudos na Faculdade de Ciências Sociais de Ljubljana, com foco em jornalismo e estudos culturais. Seus filmes anteriores, Drevo e Zgodovina ljubezni, foram inscritos pela Eslovênia ao Oscar em 2016 e 2020. Para Odrešitev za začetnike, ela foi inspirada no Teorama de Pier Paolo Pasolini de 1968. Começando como uma sátira social, Prosenc desenvolveu a história em um exame do estado da humanidade.
O parceiro da Prosenc, Mitja Ličen, atuou como cinegrafista. Ela já fez seus curtas Impromptu e Raj com ele. Ličen também é conhecido por seu trabalho no filme dramático de Laura Samani, Piccolo corpo.

## Lançamento
A estreia mundial do filme aconteceu em 8 de junho de 2024 no Tribeca Film Festival. Pouco depois foi apresentado o primeiro trailer. Em agosto de 2024, Odrešitev za začetnike foi exibido no Festival de Cinema de Sarajevo e no Festival de Cinema Norueguês em Haugesund. Em novembro de 2024 será apresentado no Festival Internacional de Cinema de Braunschweig.